# Allhelgonakyrkan, Piotrków Trybunalski
Allhelgonakyrkan (polska: Cerkiew Wszystkich Świętych) är en polsk-ortodox katedral och församlingskyrkobyggnad belägen vid Juliusza Słowackiegogatan 15 i staden Piotrków Trybunalski i Łódź vojvodskap, i centrala Polen.
Kyrkan tillhör Łódźs dekanat i Łódź och Poznańs stift.

## Historia

### Uppförandet
Eftersom antalet ryssar ökade i Piotrków Trybunalski behövdes det en större östortodox kyrka. Marken som katedralen står på köptes för 5 000 rubel.
Allhelgonakyrkan började byggas 1844 och stod klar 1847, enligt ritningar av arkitekterna Marczewski och Gołoński.
Katedralen invigdes den 28 november 1848.

### Utvidgning
Som en följd av ytterligare ökning av antalet ryssar i staden blev kyrkan för liten. 1869 beslutades det att katedralen skulle bli större, vilket finansierades av den polske entreprenören Ignacy Markiewicz. 
Från att katedralen hade varit formad som ett grekiskt kors blev den istället formad som ett latinskt kors.
Från norr, söder och öster blev väggarna större med sju meter, en vestibul byggdes och fyra fresker uppfördes, som föreställer helgonen Kyrillos, Methodios, Vladimir I av Kiev och Alexander Nevskij. Innuti uppfördes bland annat nio fresker på väggarna, golvet blev till marmor och nio klockor hängdes upp i klocktornet.
Den totala kostnaden för utvidgningen uppgick till 24 000 rubel. Den 9 december 1870 återinvigdes katedralen och var i sin nya form gjord för att ha plats för 400 personer samtidigt.

### Övrigt
Sedan den 7 oktober 1976 har byggnaden varit med i ett register över monument under nummer 265 och blev den 22 april 2007 en katedral.

## Kyrkobyggnaden
Allhelgonakyrkan är byggd i nybysantinsk stil i form av ett grekiskt kors.
Ovanför ingången finns en mosaik föreställande Jesus Kristus.

## Inventarier
- Inne i katedralen fanns en ikonostas gjord av trä med tolv ikoner som tillverkades av Aleksander Kokular.

- Den nya ikonostasen som uppfördes under utvidgnigen tillverkades av Serebrjakov och dess ikoner av Vasiljev.

## Bilder

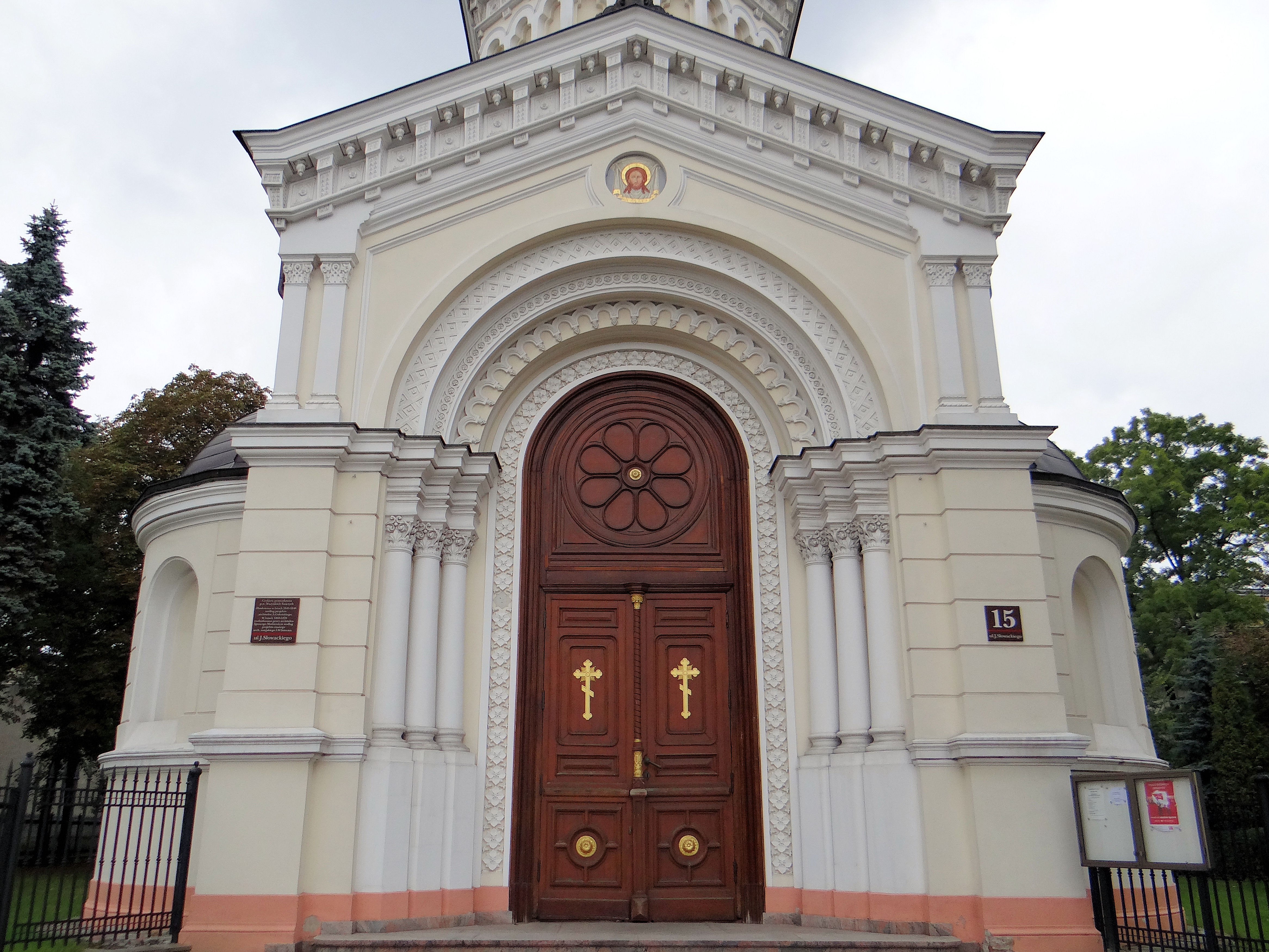
Ingången
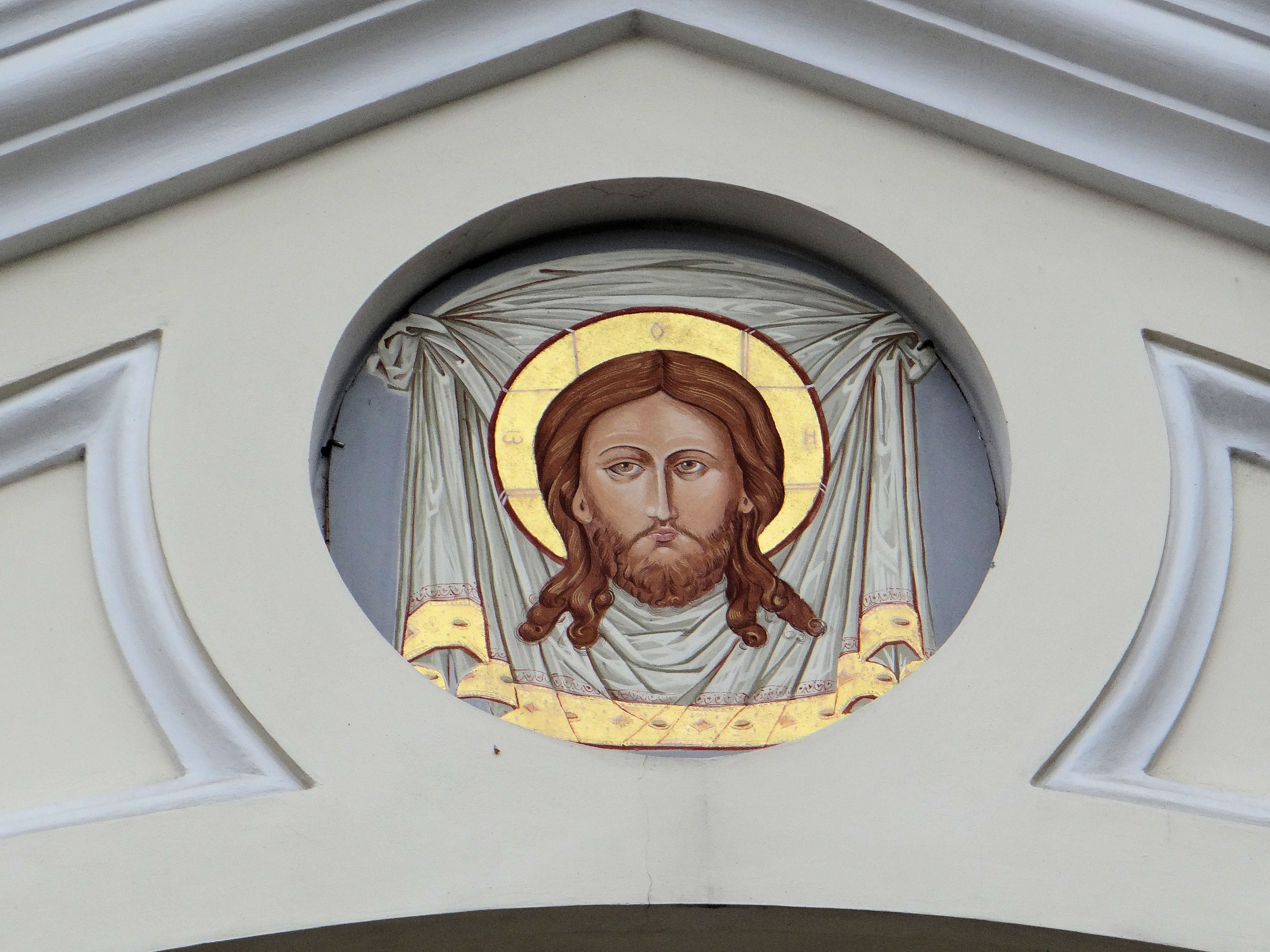
Mosaiken ovanför ingången föreställande Jesus Kristus.
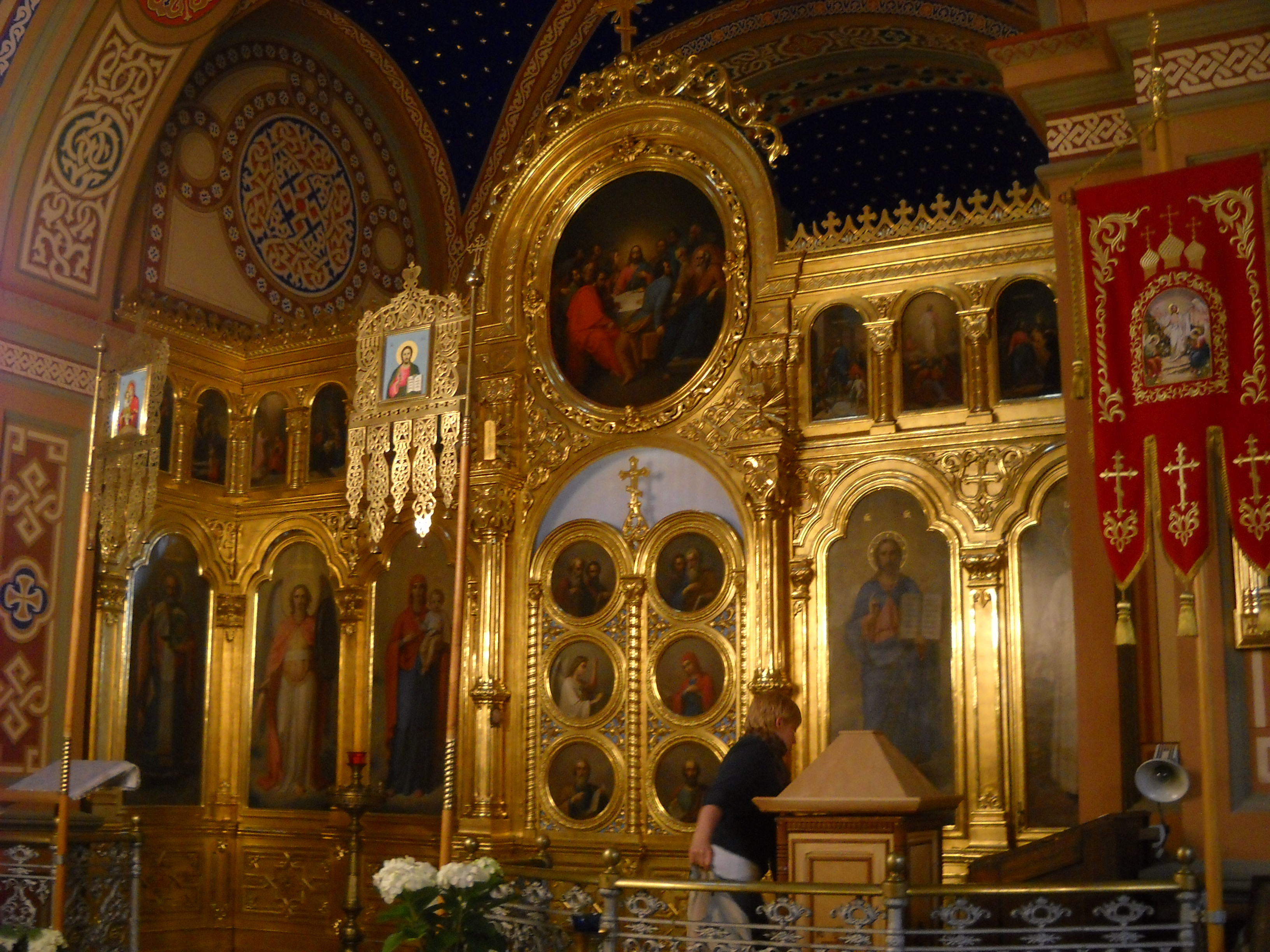
Katedralens interiör mot ikonostasen.
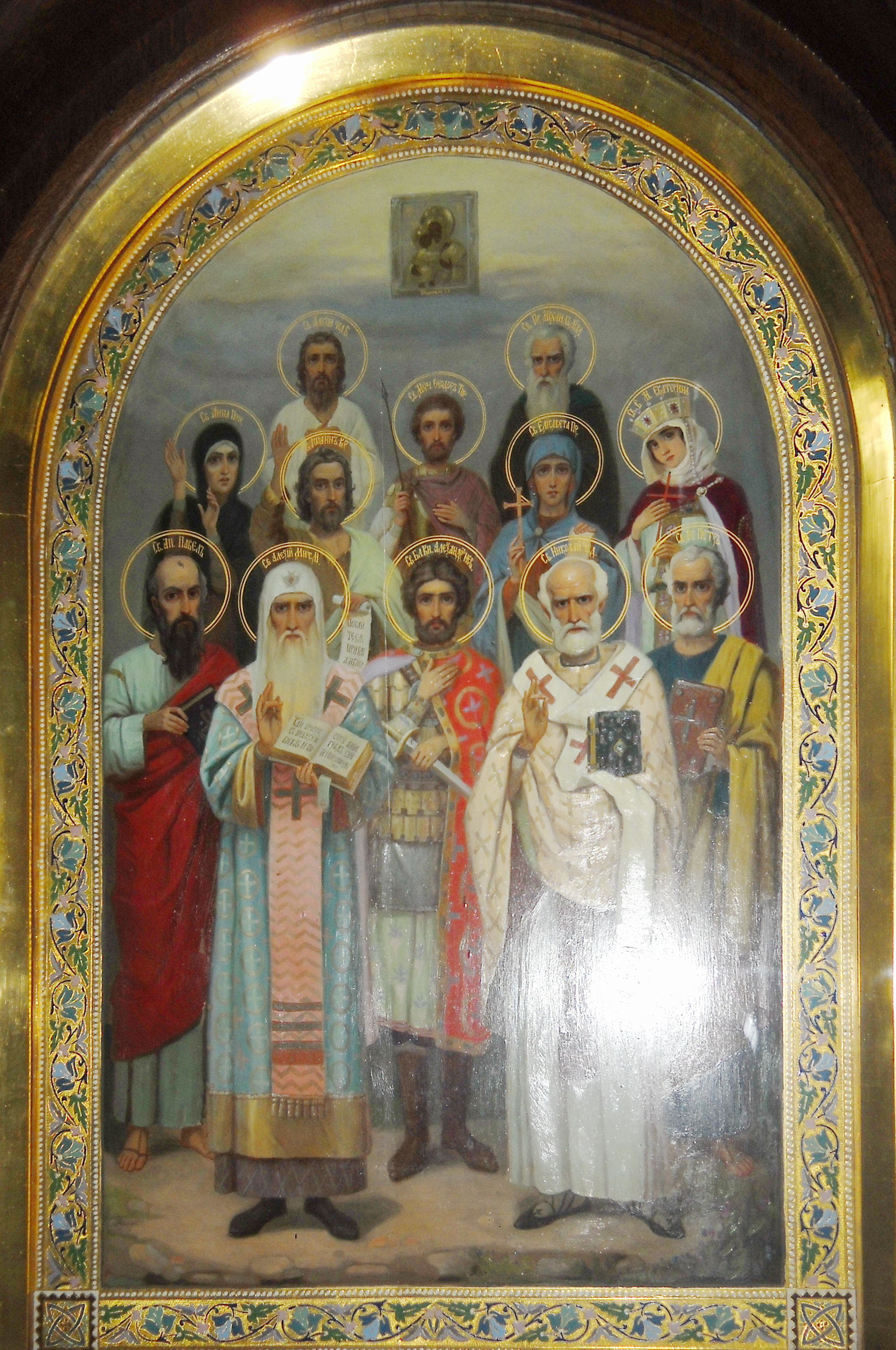
Ikon inne i kyrkan.